# Storbritanniens damlandslag i basket
Storbritanniens damlandslag i basket (engelska: Great Britain women's national basketball team) representerar Storbritannien i basket på damsidan. De nationella basketförbunden i England, Skottland och Wales bildade den 1 december 2005 ett gemensamt landslag i syfte att försöka få fram ett internationellt slagkraftigt landslag. Laget deltog i Europamästerskapet 2011.